# レイバン
レイバン (英語: Ray-Ban) は、サングラス、メガネを展開するグローバルリーディングブランド。

## 歴史

### 前史
眼鏡職人として働いていたジョン・ジェイコブ・ボシュに、ヘンリー・ロムが60ドルを出資、この資金を元手にボシュは眼鏡店を開業したのが由来とされる。しかしながら、当初の経営状態は必ずしも良好とはいえなかった。
経営状態がよくなったのは、フレームの材質に硬質ゴム（エボナイト）を使用したことからである。当時眼鏡フレームとして一般的だったのはアメリカ産の動物の角であったが、衝撃などに対して非常にもろいという欠点があった。一方で硬質ゴムは、軽く丈夫で、それまでのものより高い品質を誇っていた。商品は大ヒットし、1874年には光学分野に進出、顕微鏡の製造を開始。さらに写真機用レンズの製造も手掛けるようになった。
ある日、ジョン・マクレディがパイロット用サングラスの製造をこの会社に依頼してきた。マクレディは飛行中に高空域における強烈な太陽光線を浴びることによる眼球疲労と視力低下、そして頭痛、吐き気に襲われるという悩みを持っていた。
それ以前にもパイロット用のゴーグルやサングラスは存在していたが、その多くは単なる風避けが目的であったり、眩しさをごまかす色ガラス付きの眼鏡に過ぎなかった。そのような理由もあり依頼を承諾したが、完成したのは6年後の1929年であった。このサングラスは後に「レイバン・グリーン」と呼ばれ、1930年には、アメリカ陸軍航空隊がこのモデルを「アビエーター・モデル」として制式に採用した。

### レイバンの誕生
「アビエーター・モデル」が一般の人々にも知られるようになると、1936年にアビエーター・モデルは「クラシックメタル」として一般にも発売されるようになり、1937年にはアメリカ陸軍航空隊の委託で「光線を遮断する」という意味の「レイバン」というブランドが創立された。「光学的に眼を守らなければ、サングラスとは呼べない」が設立時の基本コンセプトで、「紫外線100%カット」をはじめとする機能性重視のモデルが多かった。
1986年に、アメリカン・ファッション・デザイナー協議会から世界最高級のサングラスの称号を得ている。1999年に、ファッションブランドのアイウェアを扱うイタリアのルックスオティカに売却された。